# 4.25 Sportegyesület
Az Április 25. Sportegyesület (hangul: 4.25체육단, Szavol isiboil cshejuktan, handzsa: 4.25體育團, RR: Sawol isiboil cheyuktan) Észak-Korea egyik legsikeresebb futballcsapata, több mint 10 országos bajnoki győzelemmel. A klub a Koreai Néphadsereghez tartozik, nevét a hadsereg alapításának ünnepéről kapta.
1949 júliusában alapították, mai nevét 1971. június 25-én kapta. Alapítója Hong Joning, székhelye Phenjan. Legnagyobb riválisa a Phenjan Városi Sportegyesület.
A futballklub 1998-ban és 2005-ben a legjobb 16 közé jutott az Ázsiai Futballklub Bajnokságban.
Eddigi legnagyobb játékosai, akik valaha játszottak ott, azok a mostani válogatott focisták, akik nem szeretnének Észak-Koreán kívül futballozni, például Mun Inguk.

## Jelenlegi játékosok
(2008. szeptember 8-i adat)
| #  |     | Poszt | Név            |
| -- | --- | ----- | -------------- |
| 1  | PRK | K     | Ri Gangil      |
| 2  | PRK | V     | Szun Cshujong  |
| 3  | PRK | V     | Han Szongcshol |
| 6  | PRK | V     | Ri Mjongszam   |
| 7  | PRK | V     | Csi Junnam     |
| 8  | PRK | CS    | Hong Jongdzso  |
| 9  | PRK | CS    | Cshö Csholman  |
| 11 | PRK | KP    | Mun Inguk      |
| 12 | PRK | CS    | Kim Jongszu    |
| 13 | PRK | V     | Cshe Dujong    |

| #  |     | Poszt | Név            |
| -- | --- | ----- | -------------- |
| 14 | PRK | CS    | Pak Csholmin   |
| 16 | PRK | KP    | Nam Szongcshol |
| 17 | PRK | CS    | Kim Gvanghjok  |
| 18 | PRK | K     | Ri Mjongdzsu   |
| 19 | PRK | KP    | Ri Gvangdzse   |
| 20 | PRK | CS    | Cshö Polszong  |
| 21 | PRK | K     | Kim Cshollam   |
| 24 | PRK | V     | Ri Behun       |
| 26 | PRK | V     | Kang Illam     |
| 28 | PRK | CS    | Kim Gumil      |